# Blacus maryi
Blacus maryi är en stekelart som beskrevs av Hellen 1958. Blacus maryi ingår i släktet Blacus och familjen bracksteklar. Arten är reproducerande i Sverige. Utöver nominatformen finns också underarten B. m. nidicola.